# 強要罪
強要罪（きょうようざい）とは、刑法で規定された個人的法益に対する犯罪。義務なき行為の強制で成立する。保護法益は、意思の自由。「刑法 第二編 罪 第三十二章 脅迫の罪」に、脅迫罪とともに規定されている。
人を逮捕・監禁して第三者に義務なき行為を要求した場合には、特別法である人質による強要行為等の処罰に関する法律により重く処罰される。

## 成立要件
- 脅迫を用いる行為：「殴るぞ」「土地を取るぞ」、そばアレルギーの人に「蕎麦食え」など。
- 暴行を用いる行為：殴り続ける、胸ぐらを掴むなど。
- 義務ではないことを強要する、権利行使を妨害する行為：「土下座しろ」や「借金を無い事にしろ」など。

前者2点のうちいずれかと後者が当てはまる場合に強要罪が成立する。

## 強要罪が成立したケース
- いわゆる「押し売り」。
- 建設業者が、宅地開発を許可しない都道府県の担当課長の腕を掴んで、無理やり公印を押させた。
- 周囲を取り囲み、謝罪文を書かせた。
- 脅迫により質問への回答を無理強いする（ロート製薬強要事件）。
- そばアレルギーの人にそばを食わせて、重篤状態に陥らせた。
- 使用者が労働者に解雇か一身上の都合での退職を選べと選択を迫り、「会社都合」ではなく「一身上の都合」とした退職願いを書かせた[1]。
- 店員に土下座を強要し、その様子をツイッターに投稿（しまむら土下座強要事件）[2]。
- 店員にクレームをつけ、土下座を強要（ボウリング場土下座強要事件）[3]。

## 他罪との関係
- 害悪を告知しても結果が発生しなかった場合は、脅迫罪ではなく223条3項により強要罪の未遂が成立する。
- 害悪を告知して人の財物等を強取した場合は236条により強盗罪が成立する。畏怖させて財物等を提供させた場合は249条により恐喝罪が成立する。
- 自殺を強要する行為は自殺教唆罪が成立するが程度によっては殺人罪が成立する。
- 多衆により・また暴力団及びその構成員の威勢を利用して強要行為を行った場合には暴力行為等処罰ニ関スル法律が適用される場合がある。
- 組織的な犯罪の処罰及び犯罪収益の規制等に関する法律（組織的犯罪処罰法）の適用を受ける場合には、法定刑は5年以下の懲役に加重される（組織的犯罪処罰法3条1項9号）。
- 脅迫・暴行を用いて、13歳以上の者にわいせつな行為をした場合は、不同意わいせつ罪が成立する。
- 不同意性交等罪、逮捕・監禁罪などが成立する場合は、強要罪の成立は排除される。

## 法定刑
法定刑は、3年以下の拘禁刑。未遂罪も罰せられる。

## 強要罪の時効
強要罪の公訴時効は3年。